# Американське географічне товариство
Американське географічне товариство (англ. American Geographical Society, скорочено AGS) — географічне товариство, засноване 1851 року в Нью-Йорку. Найстаріше географічне товариство в США. Початковою метою товариства була координація пошуку зниклої експедиції Джона Франкліна, пізніше товариство надавало матеріальну підтримку в організації багатьох інших експедицій, зокрема експедиції Роберта Пірі, який був президентом товариства з 1903 по 1907 рік. Головна мета товариства — популяризація та поширення географічних знань. Товариство відкрите не лише для фахівців, але й для всіх осіб, зацікавлених в географії.

## Історія
1851 року в Нью-Йорку було засновано Американське географічне та статистичне товариство, перше географічне товариство у США. Засновниками товариства виступили три десятки впливових мешканців міста, серед яких були філантропи, історики та видавці. Сучасну назву товариство одержало 1871 року. На ранньому етапі товариство займалося зокрема організацією картографування заходу США, що мало неабияке значення для будівництва трансконтинентальної залізничної лінії. У 1870-і роки важливим напрямком діяльності був проєкт Панамського каналу. Велику роль у становленні товариства відіграли перші його голови. Так Чарлз П. Дейлі, що був президентом товариства з 1864 по 1899 рік, доклав багато зусиль на розбудову наукової географічної бібліотеки. Філантроп Ерчер Мілтон Гантінгтон (президент з 1909 року) з власних коштів профінансував спорудження головного офісу товариства в Нью-Йорку на розі Бродвею та 156-ї вулиці. Ісайя Бавман (президент у 1915–1935 роках) насамперед розвивав наукові напрямки діяльності товариства. А за часів президентства Вудрова Вілсона було створено штаб географів, які консультували політиків під час укладання Версальського договору 1919 року. У міжвоєнний період товариство займалося інтенсивною картографічною діяльністю в іспаномовних країнах американського континенту. У цей же час було реалізовано проєкт картографування всього світу в масштабі 1:1000 000. Паралельно товариство займалося фінансуванням полярних експедицій, зокрема антерктичної експедиції Фінна Ронне у 1947–1948 роках.
Важливим напрямом роботи товариства була його видавнича діяльність. Окрім численних книг та карт товариство з 1852 року видає Бюлетень Американського географічного товариства, а з 1916 року — журнал «Geographical Review». Бібліотека товариства є одним з найбільших в світі зібрань географічних мап та літератури з географії. З 1978 року бібліотека розташована в університеті Вісконсин-Мілвокі.
У США існує ще два великі географічні товариства: Національне географічне товариство (засноване 1888 року) та Асоціація американських географів (засноване 1904 року). Після численних переїздів по всьому Нью-Йорку, AGS зараз знаходиться за адресою 121 Шоста Авеню, Мангеттен. 